# Karapanã
I Karapanã  sono un gruppo etnico della Colombia e del Brasile.

## Lingua
Parlano la lingua Carapana (codice ISO 639: CBC) che appartiene alla famiglia linguistica Tucano. Si fanno chiamare Muteamasa o Ukopinõpõna.

## Insediamenti
Vivono in Colombia, sul fiume Tí (affluente del Vaupés) e sulla parte alta del fiume Papuri (Dipartimento di Vaupés), e nello stato brasiliano dell'Amazonas in diversi villaggi sui fiumi Tiquié e Negro.